# Lissonotus spadiceus
Lissonotus spadiceus är en skalbaggsart som beskrevs av Johan Wilhelm Dalman 1823. Lissonotus spadiceus ingår i släktet Lissonotus och familjen långhorningar.
Artens utbredningsområde är Paraguay. Inga underarter finns listade i Catalogue of Life.